# Пуерто-Ігуасу
Пуе́рто-Іґуасу́ (ісп. Puerto Iguazú — порт Іґуасу) — прикордонне місто в аргентинський провінції Місьйонес. Це п'яте за населенням місто провінції із населенням близько 81 тис. мешканців (станом на 2010 рік).
За 18 км від міста знаходиться всесвітньо відомий водоспад Іґуасу, ще ближче починається Національний парк Іґуасу, в результаті чого економіка міста повністю пов'язана з туризмом. Місто зв'язане з бразильським містом Фос-ду-Іґуасу мостом Братерства, що перетинає річку Іґуасу.

## Історія
Водоспад Іґуасу було відкрито іспанцем Альваром Нуньєсом Кабесою де Вака у 1541 році. Попри це, місцевість до 1880-х років була заселена лише індіанцями гуарані.
1881 року провінція Коррієнтес продала землі, на яких зараз знаходиться Пуерто-Іґуасу. Вони тричі змінювали господаря і нарешті осіли у Грегоріо Лесами, який провів першу туристичну подорож до водоспаду. 1888 року Лесама продав землі Мартіну Ерресаборде-і-Сіа.
1882 року провінція Місьйонес була вперше поділена на 5 департаментів, найпівнічніший з яких було названо Іґуасу. 1898 року провінція була знову поділена, тепер на 14 департаментів, зокрема Фронтера, який охоплював й Іґуасу. На той час тут вже існувало невеличке поселення.
Серед туристів, які відвідували місцевість у ті роки, була Вікторія Агірре, яка стала покровителькою міста і вирішила пожертвувати значну суму грошей на відкриття дороги туди 12 серпня 1901 року. Ця дата вважається символічним днем заснування міста. 1902 року уряд Аргентини зарезервував землі, на яких пізніше було створено Національний парк Іґуасу. 1907 року було збудовано перший готель у місті. 1913 року було збудовано першу школу, комісаріат і субпрефектуру. Згідно з даними 1916 року, місто на той час називалося Пуерто-Агірре.
1928 року нарешті було створено Національний парк Іґуасу і відмежовано міську зону від нього. 1943 року місто було перейменовано на Пуерто-Іґуасу. 1951 року місто було перейменовано на Ева-Перон, але невдовзі йому знову повернули старе ім'я. Перший аеропорт у місті було збудовано 1948 року. Коли 1948 року був дозволений продаж земель у міській зоні, розпочалося різке зростання чисельності населення.
29 листопада 1985 року було відкрито Міст Братерства, який поєднав Пуерто-Іґуасу з бразильським містом-близнюком Фос-ду-Іґуасу.

## Економіка
Основою економіки міста є туризм. Найбільшу кількість робочих місць дають такі галузі як готельний бізнес і торгівля. У місті знаходиться велика кількість готелів, розважальних комплексів, полів для гольфу, казино тощо.

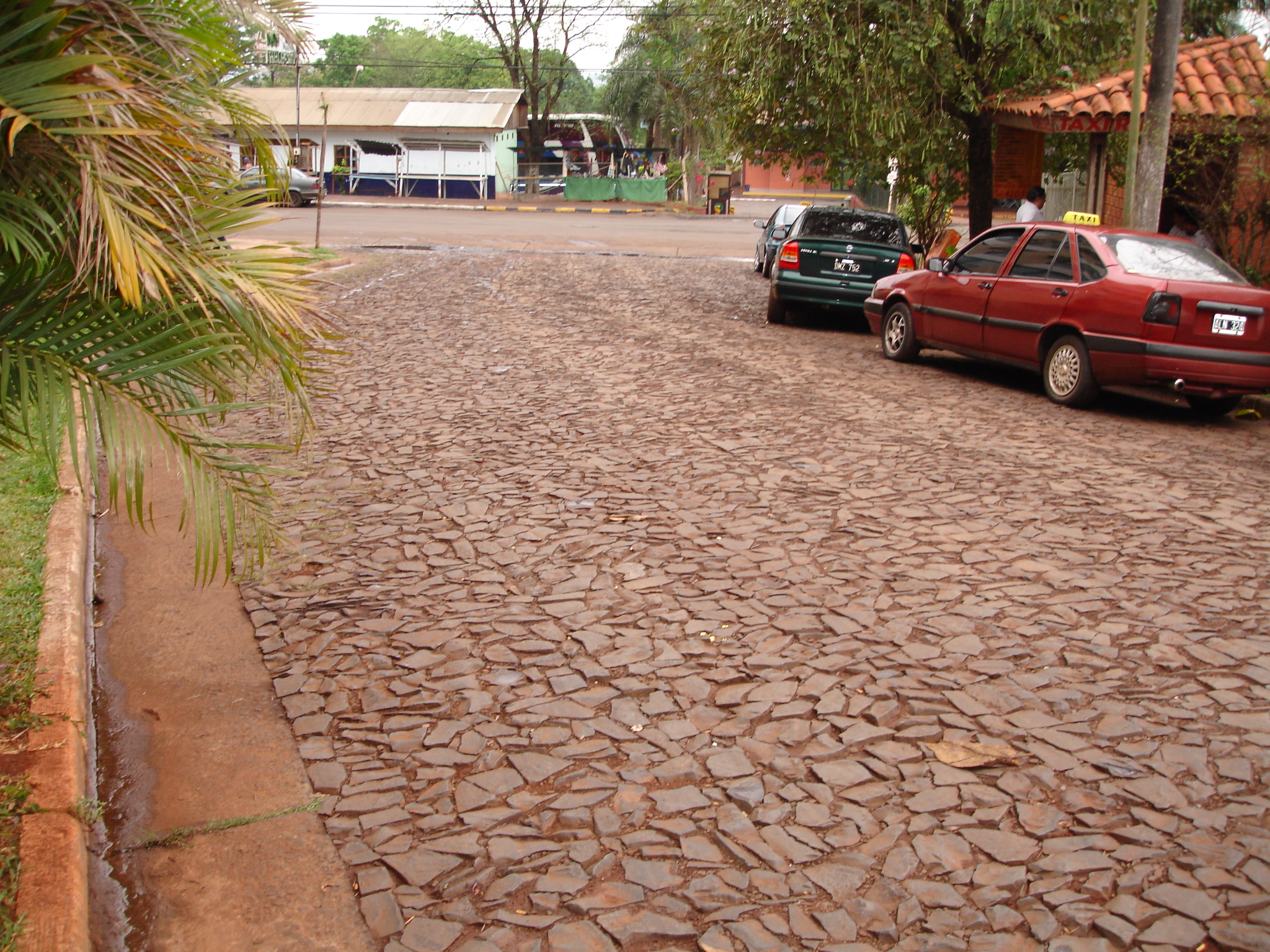
Вулиця міста

Окрім водоспаду, у місті і його околицях знаходяться й інші туристичні принади:
- Віха трьох кордонів (ісп. Hito Tres Fronteras), звідки можна побачити три країни — Аргентини, Бразилію і Парагвай
- ремісничий ярмарок
- комплекс Ла Аріпука
- порт
- Музей зображень сельви (ісп. Museo de Imágenes de la selva)
- Музей Мбороре (ісп. Museo Mbororé)
- Муніципальний природний парк Луїс Оноріо Ролон
- центр реабілітації птахів Güira Oga

## Клімат
| Клімат Пуерто-Іґуасу                       | Клімат Пуерто-Іґуасу | Клімат Пуерто-Іґуасу | Клімат Пуерто-Іґуасу | Клімат Пуерто-Іґуасу | Клімат Пуерто-Іґуасу | Клімат Пуерто-Іґуасу | Клімат Пуерто-Іґуасу | Клімат Пуерто-Іґуасу | Клімат Пуерто-Іґуасу | Клімат Пуерто-Іґуасу | Клімат Пуерто-Іґуасу | Клімат Пуерто-Іґуасу | Клімат Пуерто-Іґуасу |
| Показник                                   | Січ.                 | Лют.                 | Бер.                 | Квіт.                | Трав.                | Черв.                | Лип.                 | Серп.                | Вер.                 | Жовт.                | Лист.                | Груд.                | Рік                  |
| Абсолютний максимум, °C                    | 40,0                 | 39,0                 | 38,5                 | 35,0                 | 33,0                 | 32,0                 | 32,0                 | 35,1                 | 36,6                 | 39,0                 | 39,6                 | 42,0                 | 42,0                 |
| Середній максимум, °C                      | 31,2                 | 30,9                 | 30,6                 | 26,5                 | 23,7                 | 22,1                 | 22,4                 | 25,0                 | 25,9                 | 28,1                 | 29,9                 | 31,0                 | 27,2                 |
| Середня температура, °C                    | 25,8                 | 25,3                 | 24,4                 | 21,5                 | 17,6                 | 16,3                 | 16,0                 | 18,1                 | 19,6                 | 22,0                 | 23,6                 | 25,2                 | 21,3                 |
| Середній мінімум, °C                       | 20,9                 | 20,6                 | 19,5                 | 16,7                 | 12,4                 | 11,4                 | 11,0                 | 12,3                 | 13,5                 | 16,9                 | 17,9                 | 19,8                 | 16,1                 |
| Абсолютний мінімум, °C                     | 11,1                 | 13,3                 | 8,0                  | 3,0                  | 0,0                  | −1                   | −3,9                 | −1,1                 | 1,2                  | 7,6                  | 8,1                  | 7,8                  | −3,9                 |
| Середня кількість сонячних годин на місяць | 198,4                | 163,9                | 170,5                | 153,0                | 136,4                | 114,0                | 130,2                | 133,3                | 105,0                | 167,4                | 189,0                | 207,7                | 1868,8               |
| Норма опадів, мм                           | 172.0                | 141.4                | 124.2                | 165.3                | 172.7                | 125.9                | 107.7                | 81.4                 | 164.3                | 260.9                | 171.2                | 212.2                | 1899.4               |
| Днів з опадами                             | 9,3                  | 7,9                  | 8,1                  | 7,9                  | 7,6                  | 7,9                  | 6,7                  | 6,2                  | 8,9                  | 11,0                 | 8,0                  | 9,0                  | 98,4                 |
| Вологість повітря, %                       | 75                   | 78                   | 78                   | 81                   | 84                   | 84                   | 80                   | 79                   | 75                   | 75                   | 75                   | 73                   | 78                   |
| ------------------------------------------ | -------------------- | -------------------- | -------------------- | -------------------- | -------------------- | -------------------- | -------------------- | -------------------- | -------------------- | -------------------- | -------------------- | -------------------- | -------------------- |
| Джерело: Deutscher Wetterdienst UNLP (sun) |                      |                      |                      |                      |                      |                      |                      |                      |                      |                      |                      |                      |                      |

## Транспорт

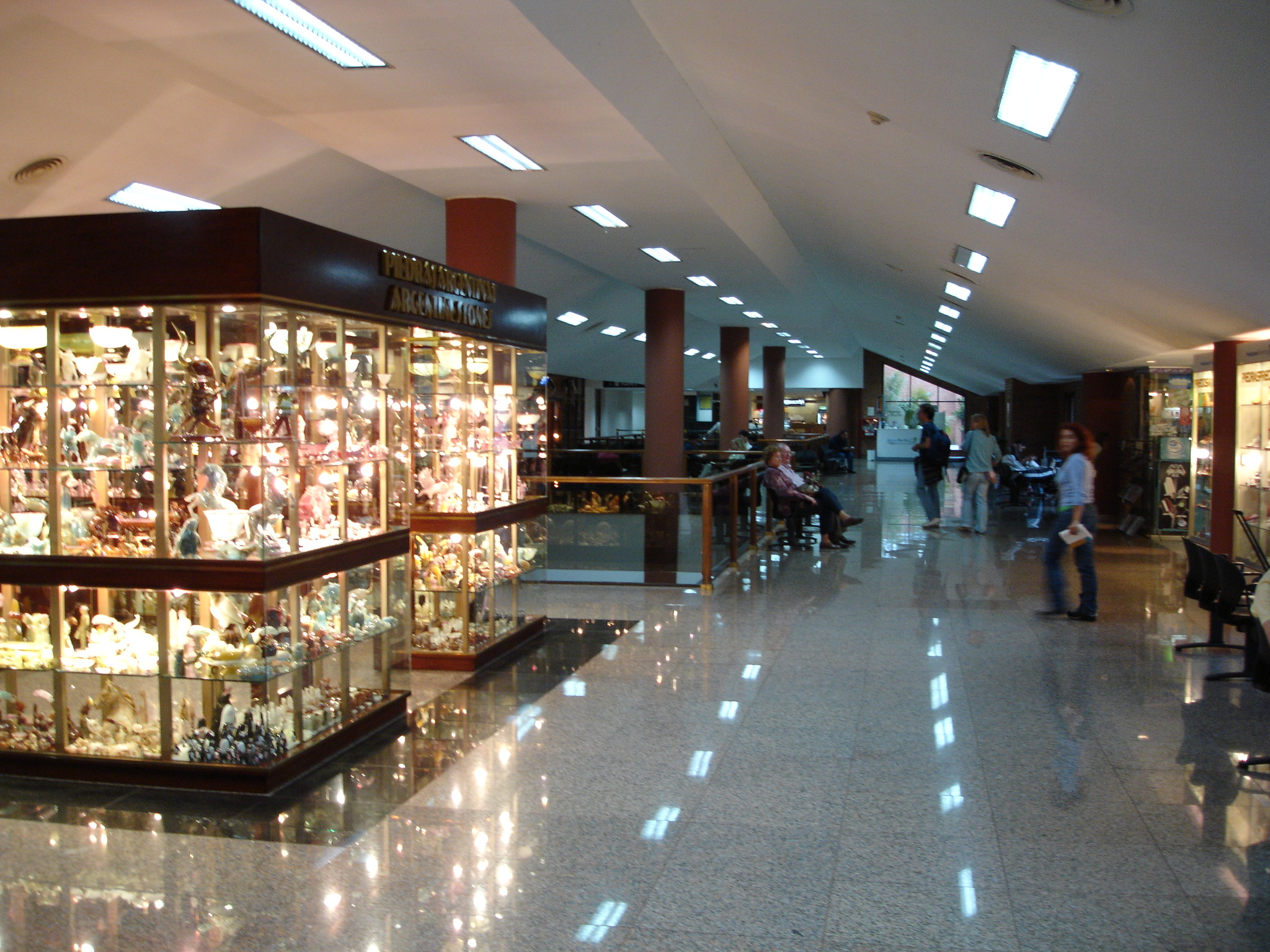
Аеропорт міста

Місто має такі шляхи сполучення:
- автошляхи:
  - національна траса № 12, яка поєднує його з містами Посадас і Буенос-Айрес
  - національна траса № 101, яка сполучає його з містом Команданте-Андресіто
  - Міст Братерства, який поєднує Пуерто-Іґуасу з бразильським містом-близнюком Фос-ду-Іґуасу
- міжнародний аеропорт
- річковий порт